# Purgatorio (Avella)
Purgatorio è l'unica frazione di Avella e dell'intero Baianese, in provincia di Avellino.
Purgatorio è l'ultimo borgo della Provincia di Avellino passando per Baiano. Confina a nord con Avella, ad est con Sperone, a sud con Visciano e ad ovest con Casamarciano e Tufino (esattamente con la frazione di Schiava). Prende il nome dall'omonima chiesetta costruita ai tempi dell'apertura della strada Regia (l'odierna SS 7 Bis) che collega Napoli con la Puglia. I viandanti si fermavano in questa chiesetta e offrivano le messe per i loro defunti. Nel 1744 il Vescovo di Nola Mons. Troiano Caracciolo del Sole, nomina il Can. Domenico Viola curato di questa chiesetta, ma il suo predecessore, il cui nome è pervenuto perché si era macchiato di gravi inadempienze, con l'aiuto di alcuni fedeli continua a rivendicare i suoi diritti su questa chiesetta ricorrendo al tribunale sia ecclesiastico che civile. Il vescovo di Nola frattanto ordina al Can. Domenico Viola di chiudere la chiesa che sarà aperta solo dopo un anno. Secondo lo storico Remondini, l'apertura della chiesa è stata preceduta da un miracolo: si dice che ogni sera le anime del purgatorio suonassero le campane o picchiassero con le mani dietro alla porta da dentro la chiesa perché avevano bisogno delle messe. Dalla lapide posta sulla porta della chiesa si legge: "Can Domenico Viola prese possesso di questa chiesa e la ingrandì, vi eresse due altari, l'adornò di vaghi stucchi e di pitture nella soffitta, e da un lato costruì il campanile e una comoda abitazione per il cappellano". Allo stato attuale la chiesetta è una Rettoria, ogni anno il 31 gennaio si festeggia S. Ciro, nella chiesa c'è la statua. La messa si celebra ogni domenica mattina alle ore 8:30 come in tutti gli altri giorni festivi.